# ARA Azopardo (P-35)
ARA Azopardo (P-35) — фрегат, состоявший на вооружении ВМС Аргентины. Головной корабль серии. ARA Azopardo (P-35) — третий корабль в истории национального флота, названный в честь Хуана Баутисты Азопардо (исп. Juan Bautista Azopardo) — аргентинского военного деятеля мальтийского происхождения.

## История строительства и службы
Изначально спроектирован и заложен 20 августа 1940 как корвет типа «Муратюр» на верфи Astillero Río Santiago в Энсенаде. В ходе строительства третий и четвёртый корабли серии были перестроены в противолодочные фрегаты. Был приписан к военно-морской базе Пуэрто-Бельграно (провинция Буэнос-Айрес). Ввод в строй двух, относительно новых фрегатов позволил вывести в резерв корабли американской постройки — «Эркулес», «Эроина», «Саранди» и «Сантисима Тринидад». В 1960, 1963 участвует в военно-морских учениях UNITAS, в 1964 в учениях Caimán. В августе 1967 прибывает в Ушуаю для усиления аргентинской группировки кораблей, после задержания чилийского рыболовного судна «Южный крест» (исп. Cruz del Sur) в период аргентино-чилийских трений из-за островов Пиктон, Леннокс и Нуэва.
Последние годы служил как учебное судно в Военно-морской школе. 21 февраля 1972 после последнего учебного похода был исключён из флота. Продан компании AYASA за $ 462 500, отправлен на слом 13 декабря 1972.